# مركز جاك بيرك
مركز جاك بيرك للدراسات في العلوم الإنسانية والاجتماعية: (بالفرنسية Centre Jaques Berque Pour Les Etudes En Sciences Humaines Et Sociales)، يعرف اختصارًا بـ (CJB)، هو معهد فرنسي للأبحاث بالخارج، تأسس سنة 1991. يقع مقره بالرباط.

## التسمية والإشراف
مركز جاك بيرك هو معهد للأبحاث في مجال العلوم الإنسانية والاجتماعية، وقد سمي بهذا الاسم تشريفا وتكريما للمستشرق وعالم الاجتماع الفرنسي جاك بيرك؛ يشرف عليه بشكل مشترك المركز الوطني الفرنسي للبحث العلمي ووزارة الشؤون الخارجية الفرنسية، ممثلة محليًا في قسم مصلحة التعاون والعمل الثقافي بالسفارة الفرنسية في المغرب.

## الأنشطة
يقوم مركز جاك بيرك بأنشطة متنوعة؛ كنشر الكتب، وتنظيم المحاضرات والندوات والورشات، حيث يعتبر علم الاجتماع والتاريخ وعلم الانسان والأديان والجغرافيا والعلوم السياسية والاقتصاد أهم المجالات التي يتخصص المركز بالبحث فيها، ويعد المغرب وموريتانيا والمغرب الكبير بصفة عامة ميدانا لأبحاث هذا المركز.